# Edmund Matejko

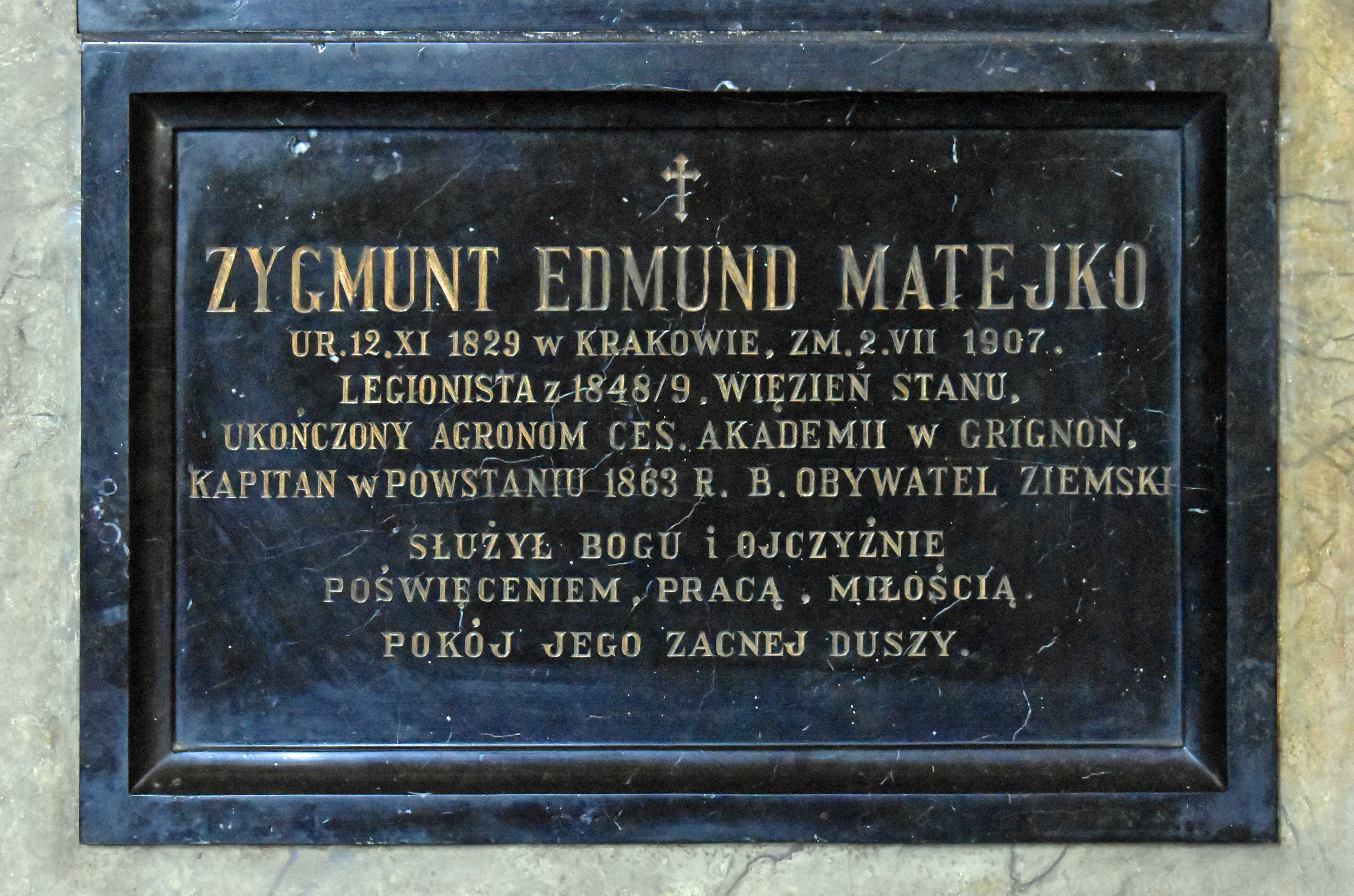
Tablica pamiątkowa Edmunda Matejki w kaplicy Matki Boskiej Piaskowej w kościele karmelitów na Piasku w Krakowie

Edmund Marcin Matejko, także Zygmunt Matejko (ur. 12 listopada 1829 w Krakowie, zm. 2 lipca 1907 tamże) – polski powstaniec, uczestnik węgierskiej Wiosny Ludów i powstania styczniowego, agronom, dzierżawca majątków ziemskich (wśród nich Bieńczyc), nauczyciel w szkole rolniczej w Czernichowie, starszy brat malarza Jana, a młodszy bibliotekarza i historyka slawisty Franciszka.
Absolwent Liceum św. Anny, przez kilka lat studiował na Uniwersytecie Jagiellońskim. W dobie Wiosny Ludów zaangażował się w działalność spiskową, zagrożony aresztowaniem przedostał się na Węgry, gdzie wziął udział w walkach z armią austriacką. Po ich zakończeniu powrócił do Galicji, gdzie został aresztowany, lecz uciekł i udał się na emigrację – najpierw do Wielkopolski, a następnie do Francji. Na ziemie polskie powrócił w końcu lat 50., wziął udział w powstaniu styczniowym. Po jego zakończeniu zajmował się dzierżawieniem majątków ziemskich.

## Życiorys

### Pochodzenie i młodość
Urodził się 12 listopada 1829 roku. Był drugim dzieckiem Franciszka Ksawerego Matejki (1793–1860), czeskiego imigranta z okolic Hradca Králové i jego żony Joanny z domu Rosberg (1802–1845), córki niemieckiego siodlarza, osiadłego w Krakowie. Edmund kształcił się w Liceum św. Anny, które ukończył zdając maturę. W 1845 roku podjął studia na Uniwersytecie Jagiellońskim, po wstępnym kursie filozofii zapisał się na Wydział Prawa. Dwa lata później rozpoczął naukę malarstwa w krakowskiej Szkole Sztuk Pięknych.

### Wiosna Ludów
Edmund Matejko nie ukończył studiów w Krakowie, ze względu na zaangażowanie się w wydarzenia polityczne. W 1848 roku, w trakcie Wiosny Ludów, uwikłał się w spisek, mający najpewniej na celu odbicie rekrutów wziętych do armii austriackiej. Zagrożony aresztowaniem, opuścił Kraków wraz z Zygmuntem, młodszym bratem, i udał się na Węgry w końcu tego samego roku lub w maju 1849 roku. Obaj Matejkowie wstąpili w szeregi oddziału Hipolita Kuczyńskiego, początkowo wchodzącego w skład legionu niemieckiego, stacjonującego w Dolnym Kubinie, w ramach sił majora Ármina Görgeya, a po wzroście liczebności, przekształconego w samodzielny legion polskich żołnierzy. Węgierski dowódca, operujący na obszarze komitatów Orawa i Turoc, otrzymał od Józefa Wysockiego rozkaz wysłania tego oddziału do siebie, celem włączenia do Legionu Polskiego, lecz opóźnił jego wykonanie z racji zagrożenia atakiem rosyjskim, tak że dopiero po klęsce pod Szent Marton ocaleli Polacy dołączyli do jednostki Wysockiego.
W trakcie kampanii bracia walczyli w bitwach pod Bánffyhunyad, nad Wagiem i pod Turószentmárton (Szent Marton), gdzie Zygmunt zginął wiosną 1849 roku. Edmund ocalał i trafił do Siedmiogrodu, gdzie dostał się do oddziałów Józefa Bema. W szeregach 2. batalionu piechoty legionu siedmiogrodzkiego zdobył stopień porucznika. Po upadku powstania węgierskiego usiłował wrócić do Galicji. Został jednak schwytany przez Austriaków w trakcie próby przedostania się na te tereny lub w samym Krakowie. Skierowany do karnej kompanii w twierdzy Komarno, uciekł z transportu aresztantów pod Mogilanami. Przez jakiś czas ukrywał się w Kleczy Górnej, po czym opuścił Galicję i udał się do Wielkopolski. Znalazł zatrudnienie w majątku Dezyderego Chłapowskiego w Turwi, jednak nękany przez policję pruską, postanowił opuścić ziemie polskie.

### Emigracja i powrót do kraju

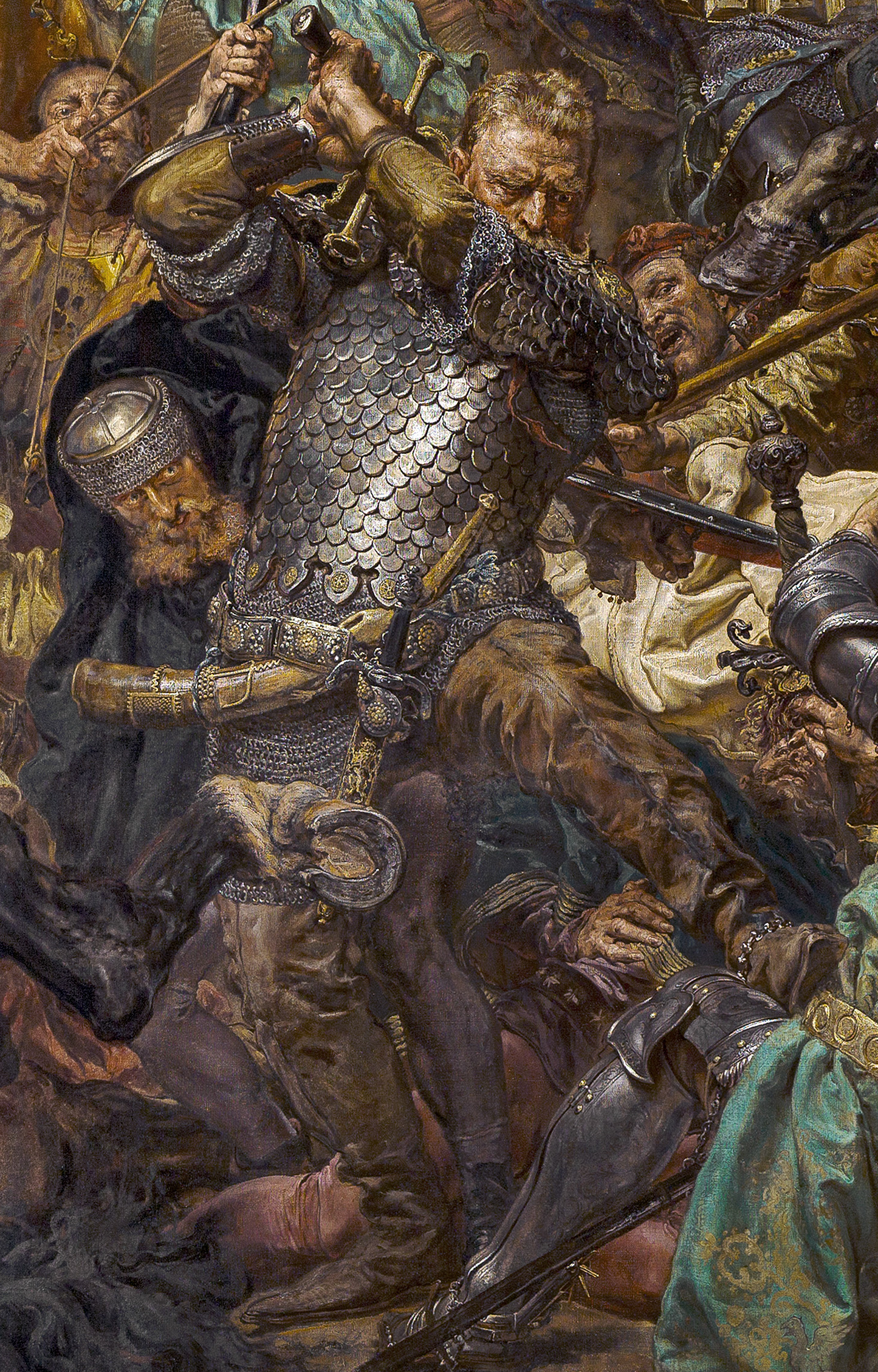
Jan Żiżka, fragment obrazu Bitwa pod Grunwaldem Jana Matejki – do jego postaci pozował Edmund Matejko

Matejko udał się na emigrację do Francji. Tam ukończył najpierw polską szkołę na Montparnasse, a następnie z wyróżnieniem szkołę rolniczą w Grignon pod Paryżem. Utrzymywał kontakt listowny z rodziną. Po kilku latach zdecydował się na powrót, który miał miejsce po 1857 roku. Z racji nieotrzymania zgody na osiedlenie się w Galicji, przedostał się na Wołyń, gdzie dzierżawił majątki ziemskie lub najmował się jako ich zarządca. Następnie trafił do guberni płockiej i tam zarządzał dobrami hrabiego Wawrzyńca Engeströma. W 1860 roku został wybrany na członka Towarzystwa Rolniczego.

### Powstanie styczniowe
Do Krakowa powrócił przed wybuchem powstania styczniowego. Obawiając się aresztowania (w związku ze sprawą próby odbicia rekrutów), zaczął używać imienia i dokumentów poległego brata. Stąd też w późniejszych biografiach obaj byli ze sobą myleni. Po rozpoczęciu zrywu w zaborze rosyjskim, wstąpił w lutym 1863 roku do oddziału pułkownika Leona Czechowskiego i majora Władysława Englerta, również weteranów walk na Węgrzech. Uzyskał rangę kapitana i dowodził kompanią karabinierów. Po klęsce partii Czechowskiego (20 marca) wrócił do Krakowa. Jednak już w kwietniu tego samego roku, ponownie włączył się do walki zbrojnej, zabierając ze sobą brata, Kazimierza. Dołączył do oddziału Józefa Miniewskiego. Bił się pod Krzykawką, gdzie był świadkiem śmierci Francesca Nullo. Po klęsce wrócił do Krakowa (7 maja), gdzie został aresztowany za udział w potyczce pod Szklarami i uwięziony na Wawelu, ówcześnie cytadeli austriackiej twierdzy. Jak się zdaje, wolność odzyskał w marcu 1864 roku.

### Lata po powstaniu
1 kwietnia 1864 roku otrzymał posadę nauczyciela hodowli zwierząt i administracji rolnej w szkole rolniczej w Czernichowie. Uczył tam przez rok, po czym zrezygnował. W 1869 roku objął w dzierżawę wieś Bieńczyce, należącą do kolegiaty św. Floriana w Krakowie. Spędził tam następne dwadzieścia cztery lata, angażując się w akcje oświatowe i społeczne, jednak choć podaje się, że „gospodarował w nich wzorowo”, to nie odniósł sukcesów finansowych. Popadł w długi, które w latach 80. pomógł mu spłacić Jan Matejko. Ostatecznie zrezygnował z posady. Przeniósł się do Krakowa, gdzie spędził resztę życia. Zmarł 2 lipca 1907 roku i został pochowany na cmentarzu Rakowickim.

### Życie prywatne

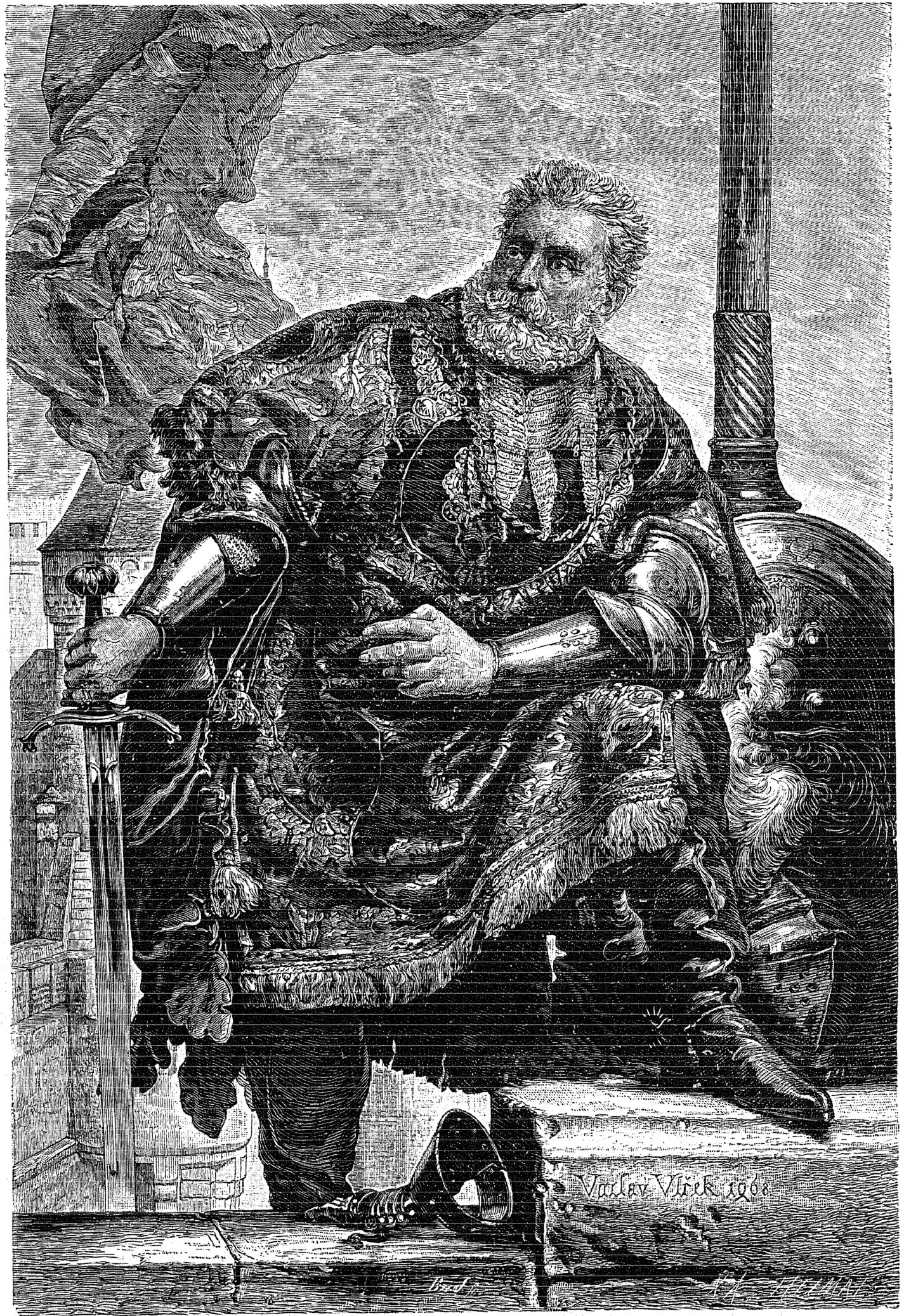
Reprodukcja obrazu Jana Matejki Wacław Wilczek broniący kościoła w Trzebowie, do którego również pozował Edmund

Edmund Matejko ożenił się z Klarą z domu Witaszewską. Miał z nią dwóch synów.
W pamięci Jana Matejki z czasów dzieciństwa Edmund zapisał się jako opiekuńczy i pomocny brat, który wedle przekazu Mariana Gorzkowskiego, sekretarza malarza, wespół z najstarszym z rodzeństwa, Franciszkiem, uczył go czytać. Wiadomo, że po zabraniu młodszego brata ze Szkoły św. Barbary (gdzie ten zupełnie sobie nie radził), przygotował go z powodzeniem do egzaminu wstępnego w Liceum św. Anny latem 1848 roku. Listy z emigracji, w których opisywał Paryż i galerie sztuki, wedle relacji Izydora Jabłońskiego, wzbudziły później w młodym malarzu chęć odwiedzenia tego miasta. Wiosna 1864 roku, kiedy starszy brat był uwięziony na Wawelu, Jan podjął starania, by zapewnić mu lepsze warunki, co zakończyło się pomyślnie.
Edmund był obecny na ślubie brata z Teodorą Giebułtowską (wedle relacji Stanisławy Serafińskiej, jej siostrzenicy, jeszcze jako kawaler), choć, jak reszta rodzeństwa, nie pochwalał tego związku. Latem 1871 roku, Jan i Edmund wspólnie odwiedzili Franciszka, przebywającego w wiedeńskim zakładzie dla chorych psychicznie. Relacje między braćmi nie zawsze układały się kordialnie – w listopadzie tego samego roku, gdy Jan wykupywał dom przy Floriańskiej od swego rodzeństwa, Edmund sprzeciwiał się temu i dość opornie układał się z bratem, nie szczędząc mu złośliwości. Nie doprowadziło to jednak do zerwania kontaktów między nimi. Gdy w 1876 roku malarz zakupił majątek ziemski w Krzesławicach, wybór ten podyktowany był bliskim sąsiedztwem Bieńczyc, dzierżawionych przez starszego brata. Edmund, wraz ze swoją rodziną, czuwał przy umierającym Janie.
Wedle przekazów Gorzkowskiego artysta wydatnie wspierał finansowo brata, wypłacając mu co miesiąc pewną sumę pieniędzy, wykupił też jego weksel (1886) czy spłacił długi (1892), mimo własnych problemów. Oprócz tego miał wychowywać jednego z jego synów.
Edmund pozostawił po sobie pamiętniki. Odznaczał się pewnym talentem malarskim. Uwięziony na Wawelu kolorował egzemplarze albumu Jana Matejki, Ubiory w Polsce, wydanego w 1860 roku. W późniejszych latach pozował bratu do postaci Jana Żiżki na płótnie Bitwa pod Grunwaldem oraz do postaci z obrazu Wacław Wilczek broniący kościoła w Trzebowie.